# Luxemburgische Badmintonmeisterschaft 2022
Die Luxemburgische Badmintonmeisterschaft 2022 fand vom 29. bis zum 30. Januar 2022 in Junglinster statt. 

## Medaillengewinner
| Disziplin    | Gold                          | Silber                        | Bronze                        |
| ------------ | ----------------------------- | ----------------------------- | ----------------------------- |
| Herreneinzel | Jérôme Pauquet                | Yves Hoffmann                 | Leo Hölzmer                   |
| Herreneinzel | Jérôme Pauquet                | Yves Hoffmann                 | William Wang                  |
| Dameneinzel  | Myriam Havé                   | Kim Schmidt                   | Aude Meyer                    |
| Dameneinzel  | Myriam Havé                   | Kim Schmidt                   | Zoé Sinico                    |
| Herrendoppel | Eric Solagna Mike Vallenthini | Yves Hoffmann Ben Rausch      | Jérôme Pauquet Maxime Szturma |
| Herrendoppel | Eric Solagna Mike Vallenthini | Yves Hoffmann Ben Rausch      | Kevin Hargiono William Wang   |
| Damendoppel  | Myriam Havé Joëlle Jungbluth  | Marie Goedert Aude Meyer      | Julie Aulner Tessy Aulner     |
| Damendoppel  | Myriam Havé Joëlle Jungbluth  | Marie Goedert Aude Meyer      | Kim Schmidt Zoé Sinico        |
| Mixed        | Eric Solagna Myriam Havé      | Mike Vallenthini Tessy Aulner | Jérôme Pauquet Maira Zieser   |
| Mixed        | Eric Solagna Myriam Havé      | Mike Vallenthini Tessy Aulner | Ben Rausch Joëlle Jungbluth   |